# Aeropuerto de Pechora
El aeropuerto de Pechora (en ruso: Аэропорт Печора IATA: PEX, ICAO: UUYP) es un aeropuerto de la república Komi, en el norte de la Rusia europea. Está situado 5 km al sudoeste de la ciudad de Pechora, a 60 m (197 pies) sobre el nivel del mar. 
No debe ser confundido con la Base aérea de Pechora Kámenka (militar), que es más grande. 
El espacio aéreo está controlado desde el FIR de Pechora (ICAO: UUYP).
La operadora del aeropuerto es la compañía rusa Komiaviatrans.

## Pista
El aeropuerto de Pechora dispone de una pista de hormigón en dirección 16/34 de 1.800x40 m. (5.905x131 pies). El pavimento es del tipo 17/R/B/X/U.
Es adecuado para ser utilizado por las siguientes aeronaves: An-24, An-26, Yak-40, ATR 42 y otros tipos de aeronaves de clases III y IV. Pueden operar helicópteros de cualquier tipo. 
- Limitaciones:[3]

ATR-42 si dispone de lanza de remolque a bordo. 

## Aerolíneas y destinos
El aeropuerto es utilizado por las compañías aéreas UTair Aviation, Komiaviatrans y Komiavia.
Se realizan los vuelos Pechora-Ust-Tsilma-Syktyvkar y Pechora-Narian-Mar.
La principal aerolínea que actúa aquí es Komiinteravia, con destinos a Ujtá y Syktyvkar.